# Frank Baumgartl
Frank Baumgartl (ur. 29 maja 1955 w Bad Schlema, zm. 26 sierpnia 2010 w pobliżu Lago di Como) – wschodnioniemiecki lekkoatleta, specjalizujący się w biegu na 3000 metrów z przeszkodami.
Jego życiowym osiągnięciem jest brązowy medal igrzysk olimpijskich (Montreal 1976). W biegu finałowym ustanowił swój rekord życiowy na 3000 metrów z przeszkodami – 8:10,36. Rezultat ten jest aktualnym rekordem Europy młodzieżowców.
Zmarł na zawał serca podczas wycieczki rowerowej wokół jeziora Como we Włoszech.